# ACCESS (企業)
株式会社ACCESS（アクセス、ACCESS CO., LTD.）は、東京都千代田区に本社を置く企業である。

## 概要
インターネット接続機能を有する家電、情報端末向けウェブブラウザのNetFrontシリーズの実装の開発・販売や、電子出版プラットフォームの提供等を行なっている。
1979年（昭和54年）に創業者の荒川亨が、19歳でマイコンのプログラミングを行う個人事務所「荒川設計事務所」を設立した。
1984年（昭和59年）に、東京大学大学院生の鎌田富久の協力で「有限会社アクセス」を設立し、1996年（平成8年）に「株式会社アクセス」に組織変更した。
2000年（平成12年）4月に「株式会社ACCESS」に商号を変更した。
2005年に、Palm OSを開発するPalmSource（現・ACCESS Systems）を買収して傘下にする。
2006年にネットワークソフトウェアの開発する米IP Infusionを買収して傘下にする。
かつては英文字の商号登記が認められず、2005年（平成17年）5月2日まで登記上の商号は「株式会社アクセス」だった。
大阪市中央区に本社のある株式会社アクセス（Acces）とは無関係である。

## 主な製品
- ACCESS Beacon Framework (ABF) - Beaconサービスがすぐに開始できる「トータルフレームワーク」
- ACCESS Linux Platform - LinuxベースのOSやその他アプリケーションを含む統合プラットフォーム
- NetFront Browser - 携帯および家電等の組込み機器向けWebブラウザ
- NetFront Browser NX - WebKitベースの携帯および家電等の組込み機器向けWebブラウザ
- NetFront IP Connect - NGN向けHome Gatewayソリューション
- NetFront Living Connect - DLNAプロトコルスタック
- NetFront Location Free Player - ソニー ロケーションフリーTVの携帯向けクライアント
- ECHONET Liteソリューション - ECHONET Lite対応ミドルウェア
- Fullmiere - 3Dゴルフスイングセンサー
- SIGNESS - クラウド型サイネージ
- Cosmosia - IMAP4、HTML5対応のスマートフォン向け本格デコレーションメールサービス
- ZebOS - 通信機器向けソフトウェアルータ
- i文庫 for Android - i文庫 のAndroid対応版
- JV-Lite2 - 機器組込用Java2実行環境
- AVE-HTTPD - 組込用Webサーバ
- AVE-TCP - 組込用TCP/IPプロトコルスタック PlayStation BB対応ゲームソフトに搭載例多数。
- AVE-USB - 組込用USB On-The-Goプロトコルスタック
- PUBLUS - 電子出版プラットフォーム
- PUBLUS Reader - EPUB3対応電子書籍ビューワのアプリ版
- PUBLUS Reader for Browser - EPUB3対応電子書籍ビューワのブラウザ版[5]

## 加盟団体
加盟団体 | 株式会社ACCESSから掲載順に引用
- Bluetooth Special Interest Group
- ECHONET CONSORTIUM
- Hybrid Broadcast Broadband TV
- 日本ケーブルラボ
- World Wide Web Consortium
- ZETA-Alliance